# Stazione di Fujikawa (Shizuoka)
La stazione di Fujikawa (富士川駅 Fujikawa-eki?) è una stazione della città di Fuji, nella prefettura di Shizuoka. La stazione è servita dalla linea principale Tōkaidō della JR Central.

## Linee
JR Central
■ Linea principale Tōkaidō

## Caratteristiche
La stazione di Fujikawa possiede un marciapiede laterale e un'isola centrale serventi tre binari in superficie, ed è dotata di tornelli automatici di accesso ai binari che supportano la tariffazione elettronica TOICA.
| 1 | ■ Linea principale Tōkaidō | per Numazu, Atami, Yokohama e Tokyo | 2 | Binario di servizio | Binario di servizio |
| 3 | ■ Linea principale Tōkaidō | per Shizuoka, Hamamatsu e Toyohashi |   |                     |                     |

## Stazioni adiacenti
| «                                     | Servizio                              | »                                     |
| Linea principale Tōkaidō (JR Central) | Linea principale Tōkaidō (JR Central) | Linea principale Tōkaidō (JR Central) |
| ------------------------------------- | ------------------------------------- | ------------------------------------- |
| Fuji                                  | Locale                                | Shin-Kanbara                          |
| L'Homeliner non ferma                 |                                       |                                       |